# Хиросэ, Тосиаки
Тосиаки Хиросэ (яп. 廣瀬俊朗 Хиросэ Тосиаки, родился 17 октября 1981 в Осаке) — японский профессиональный регбист, игравший на позиции крыльевого и блуждающего полузащитника. С 2003 по 2016 годы выступал за клуб «Тосиба Брэйв Лупус».

## Карьера

### Клубная
Окончил среднюю школу Китано префектуры Осака, в 1999—2003 годах учился в университете Кэйо. С 2003 по 2016 годы был бессменным игроком клуба «Тосиба Брэйв Лупус», в составе которого провёл 143 матча в Топ-Лиге и набрал 307 очков. В сезонах 2008/2009 и 2009/2010 был капитаном клуба. Карьеру завершил по окончании сезона 2015/2016, после чего был назначен президентом Ассоциации японских регбистов.

### В сборной
Дебютную игру за сборную Хиросэ провёл 29 апреля 2007 года против сборной Гонконга в Токио и занёс две попытки, однако выпал из поля зрения Джона Кируэна. В 2012 году после долго отсутствия был неожиданно вызван в сборную Эдди Джонсом, который перевёл его с позиции флай-хава на позицию вингера и назначил капитаном. Благодаря стараниям Хиросэ японцы впервые в своей истории одержали победы над командами Румынии и Грузии. В июне 2012 года он участвовал в игре против звёздного клуба «Французские Варвары», который закончился поражением 21:40, а на послематчевой пресс-конференции был раскритикован тренером за то, что тот начал смеяться над словами Джонса. Джонс критиковал физическую готовность японских игроков и неправильный процесс их подготовки, а также обвинял их в нежелании побеждать, пригрозив таким игрокам, как Хиросэ, исключением из сборной.
В 2013 году Хиросэ был капитаном сборной, которая победила валлийцев впервые в своей истории. В 2014 году он покинул должность капитана из-за давления со стороны игроков Акихито Ямады и Котаро Мацусимы, и Джонс отправил его в запас. Капитанскую повязку принял Майкл Литч. В 2015 году на чемпионате мира Хиросэ числился в составе сборной, однако не вышел на поле ни в одной встрече (ни одного матча также не сыграл Кенсуке Хатакеяма), несмотря на то, что Джонс перед стартом турнира расхваливал своего подопечного.
Всего в активе Хиросэ было 28 игр за сборную, в которых он набрал 55 очков.

## Достижения

### Клубные
- Чемпион Всеяпонского чемпионата: 2006, 2007
- Финалист Всеяпонского чемпионата: 2014
- Чемпион Топ-Лиги: 2005, 2006, 2007, 2009, 2010
- Финалист Топ-Лиги: 2013, 2016

### В сборной
- 28 игр (из них 18 в ранге капитана), набрал 55 очков (11 попыток)
- Чемпион Азии: 2012, 2013, 2014, 2015
- Участник чемпионата мира 2015 года (0 матчей)